# Pozuelo de Calatrava
Pozuelo de Calatrava es un municipio y localidad española de la provincia de Ciudad Real, en la comunidad autónoma de Castilla-La Mancha. El término municipal, ubicado en la comarca del Campo de Calatrava, tiene una población de 3894 habitantes (INE 2024). La localidad cuenta con el título histórico de villa.

## Geografía física

### Ubicación
El término municipal de Pozuelo de Calatrava presenta los siguientes límites geográficos:
| Noroeste: Miguelturra             | Norte: Miguelturra y Almagro | Noreste: Almagro |
| Oeste: Ciudad Real                |                              | Este: Almagro    |
| Suroeste Ballesteros de Calatrava | Sur: Almagro                 | Sureste: Almagro |

## Historia
El municipio de Pozuelo de Calatrava primitivamente dependía de Almagro, emancipándose en la Edad Media. 
Se constata la existencia de restos arqueológicos de diversos periodos: un posible castro anterromano en el extremo suroeste (en el santuario de la Virgen de los Santos), una motilla en el sitio del Acebuchar y una vía de comunicación conocida como Cañada del Carrerón, con dirección al Puente del Alguacil y proveniente de Villarta de San Juan, sirven para testimoniar la época romana.
Será en la Carta Puebla de Miguelturra de 1230 cuando aparezca la primera referencia a este pueblo, con el nombre de Pozuelo del Camino, ya que en la misma se describen sus límites. Según la Carta Puebla, el término municipal asignado es el siguiente: al sureste con Pozuelo del Camino «... por cima de la Cabeza de Francisco Obieco ...». Efectivamente, esta pequeña loma de 659 m de altura, conocida en la actualidad en el Mapa Topográfico Nacional como Cerro Obizo, se sitúa en el camino que une Miguelturra con Pozuelo. Los límites con Pozuelo se continúan siguiendo la línea marcada por el camino que de Pozuelo conducía a Calatrava la Vieja. Otra serie de documentos recogen diversas menciones a El Pozuelo, así en la concordancia de 1245 entre la Orden de Calatrava y el arzobispo de Toledo sobre la distribución de los diezmos, se hace mención a la iglesia de El Pozuelo.
Inocente Hervás y Buendía, correspondiente de la Real Academia de la Historia y cura ecónomo de Moral, apunta en este sentido:

El Pozuelo le llama la Concordia del año 1245 entre el maestre de Calatrava y el arzobispo de Toledo [...] Tenía también este pueblo su encomienda, una de las más ricas y pingües de la orden, pues á más de la dehesa que aquí poseía, dicha por esta razón de la encomienda, contaba con bienes y derechos en Torralba y otros pueblos del Campo.
Diccionario histórico geográfico de la provincia de Ciudad-Real

En 1245 ya existían iglesias en Malagón, Daimiel, Calatrava, Pozuelo, Villafranca, Benavente, Puertollano, El Viso, La Calzada, Castellanos y Aldea del Rey. Y es de creer que en Zuqueca, importante santuario en la calzada, no lejos de Granátula y las ruinas de Oreto.
Hacia 1445 fue erigida la encomienda del Pozuelo, a la que se adjudicaron bienes, derechos y cargas circunscritas a este término.
La Encomienda de Pozuelo era, de los grandes dominios de la Orden de Calatrava, el más pequeño (582 ha). Contaba con dos pequeñas huertas en Pozuelo y, en término de Almagro, con la Dehesa Montecillo y Celadilla, de pasto y labor. Del total de la extensión estaban destinadas a pastos el 60 por ciento.
El Archivo de la Real Chancillería de Valladolid custodia la ejecutoria de 20 de junio de 1494 del pleito litigado por Perceval Méndez, comendador de la orden de Calatrava, con Rodrigo Vargas, vecino de Pozuelo de Calatrava, sobre deudas por el arrendamiento de una encomienda.
A fecha de 30 de octubre de 1499 se ordena en Granada: 

Que el gobernador del Campo de Calatrava tome la residencia a Pedro Niño, alcalde de mestas y cañadas en el dicho Maestrazgo, en el plazo de 30 días. A pedimiento del lugar de Pozuelo, cuyos labradores se quejan de los agravios y penas recibidos por el dicho alcalde, prohibiendoles labrar en las cañadas.
Archivo General de Simancas

La residencia de los comendadores estaba en el castillo, aunque ya en la visita de 1500 se habla de unas casas en la villa, acompañadas de una huerta, como es habitual.
La encomienda estaba constituida, además de por esta población, por varias heredades y derechos en las vecinas Torralba, Miguelturra y La Membrilla. En Pozuelo no había más bienes que las casas del comendador, descritas en las visitas, y tres huertas arrendadas a los vecinos.
En 1500 los vecinos de El Pozuelo planteaban la necesidad de conseguir solares en las afueras para dar cabida al exceso de población.
La noche del 26 de marzo de 1516, unos carreteros de Badajoz metieron en la dehesa de la Membrilleja, propiedad de la Mesa Maestral, 136 bueyes; el guarda de la finca efectuó diversas prendas y a la mañana siguiente intervino la justicia ordinaria de Pozuelo que detuvo a los carreteros. El mismo día, Luis de Guillamas, tesorero de la Mesa, se querelló criminalmente contra ellos ante el gobernador del Campo de Calatrava. Y todo esto a pesar de los privilegios que tenía la cabaña de carreteros.
Durante el siglo XVI, Juan de Vozmediano y Hurtado, secretario de la Real Hacienda, estableció:

La encomienda del Pozuelo parecio por la visitacion qu’el valor desta encomienda es de todo valor ciento y treinta y tres mill y seiscientos y diez y ocho maravedis segun lo juro y declaro. A razon de lo qual se le cargaron tres lanças.
[...] 
La encomienda del Pozuelo a de servir con tres lanças por razon de ciento y treynta y ocho mill de renta que tiene.
[...]
El comendador Luxan. Fue su disponedor frey Gonçalo de Alvarado comendador del Pozuelo. Parece que quedaron en su poder iii mil dccclxxx maravedis. Mandose que los de al prior de Jaen pera que dellos haga dezir misas.
Arquivo Nacional da Torre do Tombo

Fray Antonio Cervera de la Torre, clérigo e historiador del siglo XVI, fue hijo de Pedro Cervera de la Torre, natural de Pozuelo de Calatrava.
En 1590, el duque de Sora, clavero de Calatrava, se querelló criminalmente contra Mateo Sánchez, alcalde ordinario de Pozuelo de Calatrava, porque, habiendo enviado el duque dos guardas, con el correspondiente mandamiento del gobernador del Campo para impedir que unos ganaderos serranos saliesen de la dehesa de Villafranca sin pagar, el citado alcalde les quitó el mandamiento y una vara diciendo muchos desacatos. El clavero se apoyaba en que correspondía a los gobernadores, y sólo a los gobernadores, entender en todos los asuntos derivados del cobro de rentas de las encomiendas y presentó una provisión de los Reyes Católicos, confirmada por sus sucesores, en la que, efectivamente, se reservaban estos asuntos al representante del poder real.
En Pozuelo de Calatrava nació y fue bautizado el 22 de septiembre de 1643, Jerónimo Delgado Carneros, bisabuelo de José Fernández de Echeverría y Veitia y de Mariano Fernández de Echeverría y Veitia, caballeros de la Orden de Santiago.
El concejo de Pozuelo procedió a abaratar y malvender en 1715 la pradera concejil y otros derechos —con el fin de satisfacer adeudos de más de 24 millones de maravedíes— al acaudalado Juan de Gaona, conde de Valdeparaíso. El concejo pozueleño pidió que el conde sobreseyese en las diligencias y que en pago de los principales y réditos de los expresados censos se le otorgaría venta de la dehesa vieja del Acebuchar y su terminillo con todas las encinas y demás aprovechamientos [...] vendiéndole asimismo —aunque con pacto de retroventa— las alcabalas, sisas y demás derechos que le pertenecían en el Campo de la Membrilla. Después de cuantiosos litigios, en 1744 el Consejo de Órdenes anuló esta transacción de compra.
Hacia mediados del siglo XVIII:

las yeguas, de ybernadero, pastan en la dehesa del Montezillo de la Encomienda del Pozuelo y de agostadero y veranadero, en el Real Valle de Alcudia y dehesa del Término de Daymiel; las piaras de mulas y machos, de ybernadero, pastan unos años en Alcudia y otros en el Reyno de Murcia y, de agostadero, unos años en la dehesilla de la Encomienda del Pozuelo y otros en este Término.
Ciudad Real, 1751: según las respuestas generales del catastro de Ensenada

En 1777 se estableció pleito por el procurador personero de Pozuelo con Francisca María Dávila y Carrillo de Albornoz, condesa de Torrepalma, viuda de Alonso Verdugo y Castilla, del hábito de Calatrava; sobre que se les concediera licencia para poder arar, romper y sembrar la dehesa de Celadilla.
En el Archivo de la Real Chancillería de Granada se conservan unos términos suscritos por el rector del Colegio de la Compañía de Jesús de Almagro con el concejo de la villa de Pozuelo de Calatrava.
En la Gaceta de Madrid del martes 30 de septiembre de 1817 se publicó: 

El dia 25 de este mes tuvieron la honra de felicitar á S.M. por el feliz alumbramiento de la Reina nuestra Señora, á nombre de la villa del Pozuelo de Calatrava, el Excmo. Sr. marques de Villadarias y D. Juan Josef Hervás, alcalde mayor de la misma villa, en los términos siguientes:
"Señor: La leal villa del Pozuelo de Calatrava, en el campo de esta orden, y en su nombre el Excmo. Sr. marques de Villadarias, su comendador, y D. Juan Josef Hervás, alcalde mayor de ella, tienen el honor de postrarse á L.R.P. de V.M. y felicitarle por el feliz y deseado alumbramiento de la Reina nuestra Señora, dándonos á luz á la Serma. Sra. Doña María Isabel Luisa, que heredera de las virtudes de sus amados Padres, será la envidia de la España y aun de todas las naciones."
"La villa del Pozuelo de Calatrava luego que supo tan fausta noticia se trasportó de gozo al considerar que nuestro augusto y deseado Soberano Fernando VII, que Dios guarde, habia ya asegurado la sucesion del trono de sus mayores con la que acababa de darnos su augusta y virtuosa Esposa en la reciennacida Infanta; y prorumpiendo en cánticos y demostraciones de alegría, tributó gracias al Dios de los egércitos por tan feliz suceso, pidiéndole comunique á V.R.M. su sabiduría y justicia como hasta aqui lo ha hecho, para que juzgue á sus pueblos segun las leyes de esta, y de este modo los montes y collados de la fecunda Iberia gusten las dulzuras de la paz, y los frutos de la justicia del amado Soberano que nos gobierna.
Gaceta de Madrid

A principios del siglo XIX, Pozuelo contaba con 532 vecinos y en 1826 se dice que el pueblo era villa con alcalde mayor de primera clase, ya con 2.197 habitantes, parroquia y pósito.
A lo largo de 1845 y 1846, se subastó el Derecho Maestral que recibía el Maestrazgo en 23 villas del Campo de Calatrava, el que percibía la Sacristanía Mayor de Calatrava en Calzada de Calatrava y la Encomienda de Pozuelo en esa misma villa. La tasación total del Derecho ascendió a 2 890 544 reales. Su reparto entre los diferentes términos era bastante desigual. Únicamente el valor en tasación del Derecho en tres villas (Caracuel, Los Pozuelos y Saceruela) y el reservado a la Encomienda de Pozuelo no alcanzaban los 200 000 reales siendo, por tanto, de menor cuantía y subastándose sólo en la provincia.
En el primer sínodo diocesano de Ciudad Real, promovido por Casimiro Piñera y Naredo, dignidad de arcipreste de la Santa Iglesia Prioral, y presidido por José María Rancés y Villanueva, tercer obispo-prior; celebrado en los días 29, 30 y 31 de mayo de 1892: 

se ha excusado de asistir, presentando certificado de médico por enfermedad, ó alegando causas justas y atendibles, Lorenzo de la Fuente y Aguado, Párroco de Pozuelo de Calatrava.
Constituciones Sinodales del Obispado-Priorato de las Cuatro Órdenes Militares

En mayo de 1927, el obispo-prior Narciso de Estenaga y Echevarría visita el Santuario de la Virgen de los Santos, dando esplendor con su presencia a la romería.
El 26 de agosto de 1936 apareció herido por armas de fuego el cuerpo sin vida del alcalde de Almagro, Tomás Domínguez Bautista, de 56 años de edad, en la carretera de Pozuelo a Miguelturra. Por su parte, el sacerdote Juan Ortiz Carrillo, de 32 años de edad, párroco de Valenzuela de Calatrava; junto al fraile Manuel Trujillo Fernández, de 60 años de edad, y el Padre Máximo, de 48 años de edad, procedentes del Moral de Calatrava, fueron fusilados en el paraje conocido como La Vereda, en término de Pozuelo.
El 4 de noviembre de 1936, Emilio Roales-Nieto y Hornero, afiliado al partido provincial Acción Agraria Manchega de Ciudad Real, fue asesinado a la edad de 67 años. Su cadáver no fue encontrado.
En Pozuelo de Calatrava también fue asesinado Máximo Durana Rodríguez, franciscano del convento de Almagro.
Manuel Quesada Pardo, Rina, rescató una talla del Niño Jesús perteneciente a la imagen antigua de la Virgen de los Santos, la cual fue destruida durante la hoguera roja. El Niño permaneció oculto, emparedado en el establo que había para las mulas en casa de su padre hasta que se celebró la primera romería con la actual imagen de la Virgen. A día de hoy se conserva en el Museo de la Hermandad, en el recinto de su Santuario.
Aunque a través del tiempo ha existido numerus clausus de hermanos, como lo demuestra la ordenanza primera del Reglamento de la Cofradía de la Virgen de los Santos, aprobado el 12 de julio de 1880, siendo obispo Victoriano Guisasola y Rodríguez, y que se cifra en 125, no lo es en el día de hoy, pues los estatutos aprobados en 1950 por el obispo Emeterio Echeverría y Barrena, afirman en su ordenanza primera, artículo primero: ésta Cofradía no tendrá número limitado de socios.
El domingo 20 de octubre de 1996 se celebró en la plaza de España de Pozuelo de Calatrava la coronación canónica de la Santísima Virgen de los Santos, previamente nombrada alcaldesa honoraria de la billa en Pleno Extraordinario del Ayuntamiento. La ceremonia estuvo presidida por el obispo-prior de Ciudad Real, Rafael Torija de la Fuente, auxiliado por el arciprestre del Campo de Calatrava, Isidro Martín-Consuegra y Montealegre. Como autoridades civiles estuvieron presentes la ministra de Justicia, Margarita Mariscal de Gante y Mirón, en su calidad de notaria mayor del reino; el presidente de las Cortes de Castilla-La Mancha, José María Barreda y Fontes, bisnieto del conde de la Cañada, Juan Acedo-Rico y Medrano; el presidente de la Diputación Provincial de Ciudad Real, Luis Jesús Garrido y Garrancho; el alcalde de Ciudad Real, Francisco Gil-Ortega y Rincón; y el alcalde de Pozuelo de Calatrava, Domingo Triguero.

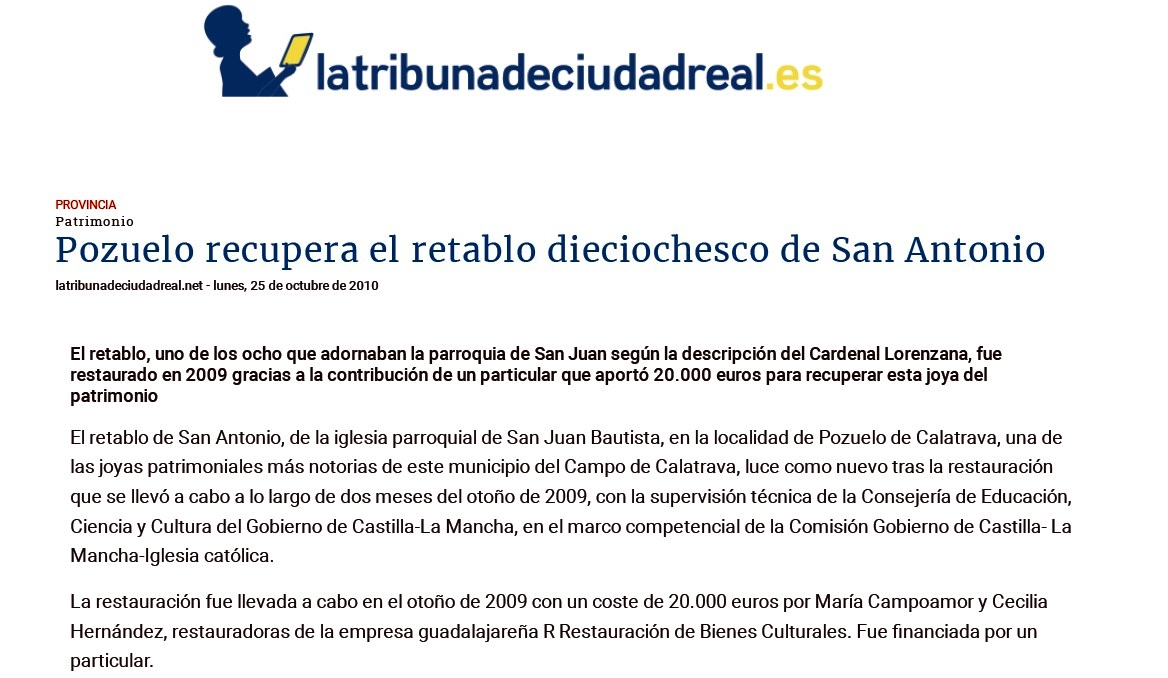
Pozuelo recupera el retablo dieciochesco de San Antonio

El retablo de San Antonio de Lisboa y la Virgen del Pilar, uno de los ocho que adornaban la parroquia de San Juan Bautista según la descripción del Cardenal Lorenzana, fue restaurado en 2009 gracias a la contribución de un particular que aportó 20 000 euros para recuperar esta joya del patrimonio.
El 24 de junio de 2010 el obispo de Ciudad Real y prior de las Órdenes Militares, Antonio Ángel Algora Hernando, aprueba los Estatutos de la Cofradía del Santo Sepulcro de Pozuelo de Calatrava.
Entre 2014 y 2018, el cura párroco de San Juan Bautista, José Martín y Sánchez de León, canónigo penitenciario de la catedral de Ciudad Real, secretario del Cabildo catedralicio y notario de la Vicaría judicial de la diócesis, vio frustrado su proyecto de remodelación del campanario de la parroquia mediante desautorización expresa de la Consejería de Cultura de la Junta de Comunidades de Castilla-La Mancha, sin fundamentación jurídica alguna por parte de la administración autonómica. La remodelación era, y es, válida a estos efectos:

Se respetará la información histórica, los materiales tradicionales, los métodos de construcción y las características esenciales del bien, sin perjuicio de que pueda autorizarse el uso de elementos, técnicas y materiales actuales para la mejor conservación del mismo.
Se conservarán las características volumétricas, estéticas, ornamentales y espaciales del inmueble, así como las aportaciones de distintas épocas. La eliminación de alguna de ellas deberá estar claramente documentada y convenientemente justificada en orden a la adecuada conservación de los bienes afectados.
Se evitarán los intentos de reconstrucción. Cuando la aportación de materiales sea indispensable para la estabilidad y el mantenimiento del inmueble, esta habrá de ser justificada, reconocible y sin discordancia estética o funcional con el resto del mismo. No podrán realizarse reconstrucciones que conduzcan a confusiones miméticas que falseen su autenticidad histórica, salvo cuando se utilicen partes originales de los mismos y pueda probarse su procedencia.
Ley de Patrimonio Cultural de Castilla-La Mancha, artículo 28.1 b)c)d)

No obstante, según la sentencia del Tribunal Supremo de 10 de febrero de 2009, en cuanto a la procedencia de las obras de remodelación de un inmueble catalogado como bien de interés cultural, se desprende que el uso litúrgico o religioso —en caso de la parroquia de Pozuelo, recrear la torre del campanario para generar mayor sonoridad y con ello avisar a los feligreses de la celebración de algún sacramento— no puede ser considerado preferente sobre el uso histórico artístico, pues ambos son compatibles.

## Demografía
Pozuelo de Calatrava cuenta con una población de 3894 habitantes (INE 2024).
| Gráfica de evolución demográfica de Pozuelo de Calatrava entre 1842 y 2021                                          |
| |
| Población de derecho según los censos de población del INE Población de hecho según los censos de población del INE |

## Economía
La actividad económica de la localidad se basa en el sector agrario con la vid y el olivo como principales cultivos y el sector industrial con algunas fábricas de fundición de hierro y de muebles.

## Símbolos

### Escudo
El escudo fue aprobado en 30 de junio de 1995 por Faustino Menéndez Pidal de Navascués:

Son armas de nueva creación, por carecer la localidad de emblemas propios. Se componen de un pozo y la cruz de la Orden de Calatrava, que expresan gráficamente el topónimo, a los que se añade “una barra de pan” para recordar que la principal fuente de riqueza procede del cultivo de cereales. Esta adición no es aceptable, por ser la figura difícilmente reconocible en las representaciones y porque la circunstancia que la justifica es comunísima y no caracteriza a Pozuelo de Calatrava.

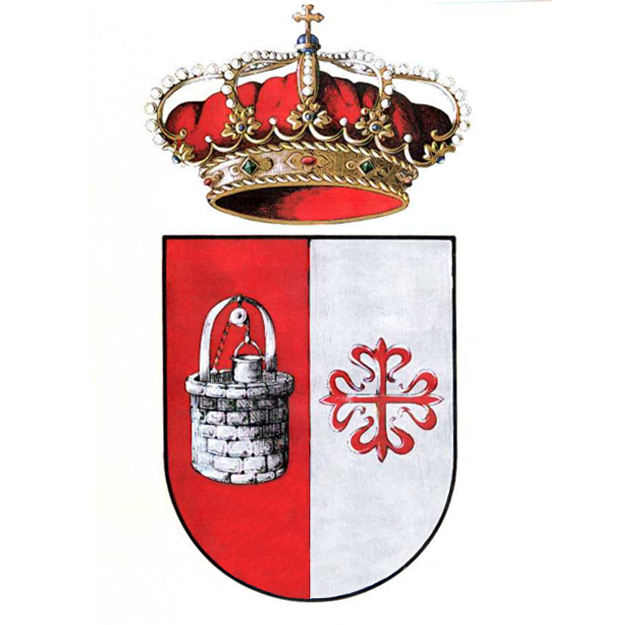
Escudo de Pozuelo de Calatrava, diseñado y aprobado por la Real Academia de la Historia

Las armas quedan, según esto, de la manera siguiente: escudo partido: 1 de gules, un pozo de plata; 2 de plata, una cruz floronada de gules. Timbrado con la corona real española.
Boletín de la Real Academia de la Historia

Pese a ello, y contraviniendo la disposición de la Real Academia de la Historia, el escudo de armas municipal de Pozuelo de Calatrava fue aprobado y dado en Toledo por Orden de 5 de septiembre de 1995, firmada por el Consejero de Administraciones Públicas de la Junta de Comunidades de Castilla-La Mancha, Máximo Díaz-Cano del Rey, con la siguiente descripción:

Escudo partido y entado en punta. Uno, de gules, pozo de plata. Dos, de plata, Cruz de Calatrava de gules. En punta de azur barra de pan de plata. Al timbre corona real cerrada.
Diario Oficial de Castilla-La Mancha, núm. 46 de 15 de septiembre de 1995

## Administración

### Evolución de la deuda viva
La deuda viva contempla solamente las deudas con cajas y bancos relativas a créditos financieros, valores de renta fija y préstamos o créditos transferidos a terceros, excluyéndose, por tanto, la deuda comercial.
| Gráfica de evolución de la deuda viva del ayuntamiento de Pozuelo de Calatrava entre 2008 y 2022        |
| |
| Deuda viva del ayuntamiento en miles de Euros según datos del Ministerio de Hacienda y Función Pública. |

La deuda viva municipal por habitante en 2022 descendió a 15,15 € desde los 257,21 € en 2012.

### Gobierno municipal
Actual distribución del Ayuntamiento después de las elecciones municipales de 2023 en Pozuelo de Calatrava
| Partidos políticos en el Ayuntamiento de Pozuelo de Calatrava | Partidos políticos en el Ayuntamiento de Pozuelo de Calatrava | Partidos políticos en el Ayuntamiento de Pozuelo de Calatrava | Partidos políticos en el Ayuntamiento de Pozuelo de Calatrava | Partidos políticos en el Ayuntamiento de Pozuelo de Calatrava |
| Partido político                                              | Partido político                                              | Concejales                                                    | %                                                             | Votos                                                         |
| ------------------------------------------------------------- | ------------------------------------------------------------- | ------------------------------------------------------------- | ------------------------------------------------------------- | ------------------------------------------------------------- |
|                                                               | Partido Socialista Obrero Español (PSOE)                      | 6                                                             | 54,3                                                          | 1349                                                          |
|                                                               | Partido Popular (PP)                                          | 5                                                             | 44,2                                                          | 1098                                                          |

## Monumentos

### Iglesia parroquial de San Juan Bautista
Declarada bien de interés cultural, con la categoría de Monumento, el 8 de octubre de 1991. Fue construida a lo largo del siglo XVII para sustituir en sus funciones a la primitiva iglesia de San Antón, que estuvo situada en el Alto del Polvillo hasta 1755, año en que, ya constituida en ermita, fue destruida por el terremoto de Lisboa.

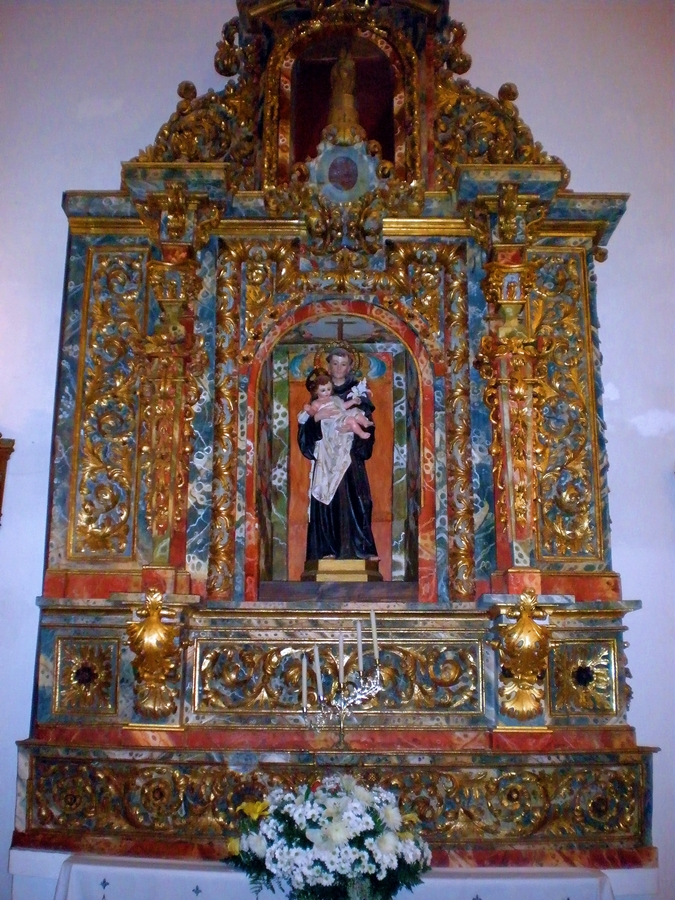
Retablo de San Antonio de Lisboa y la Virgen del Pilar

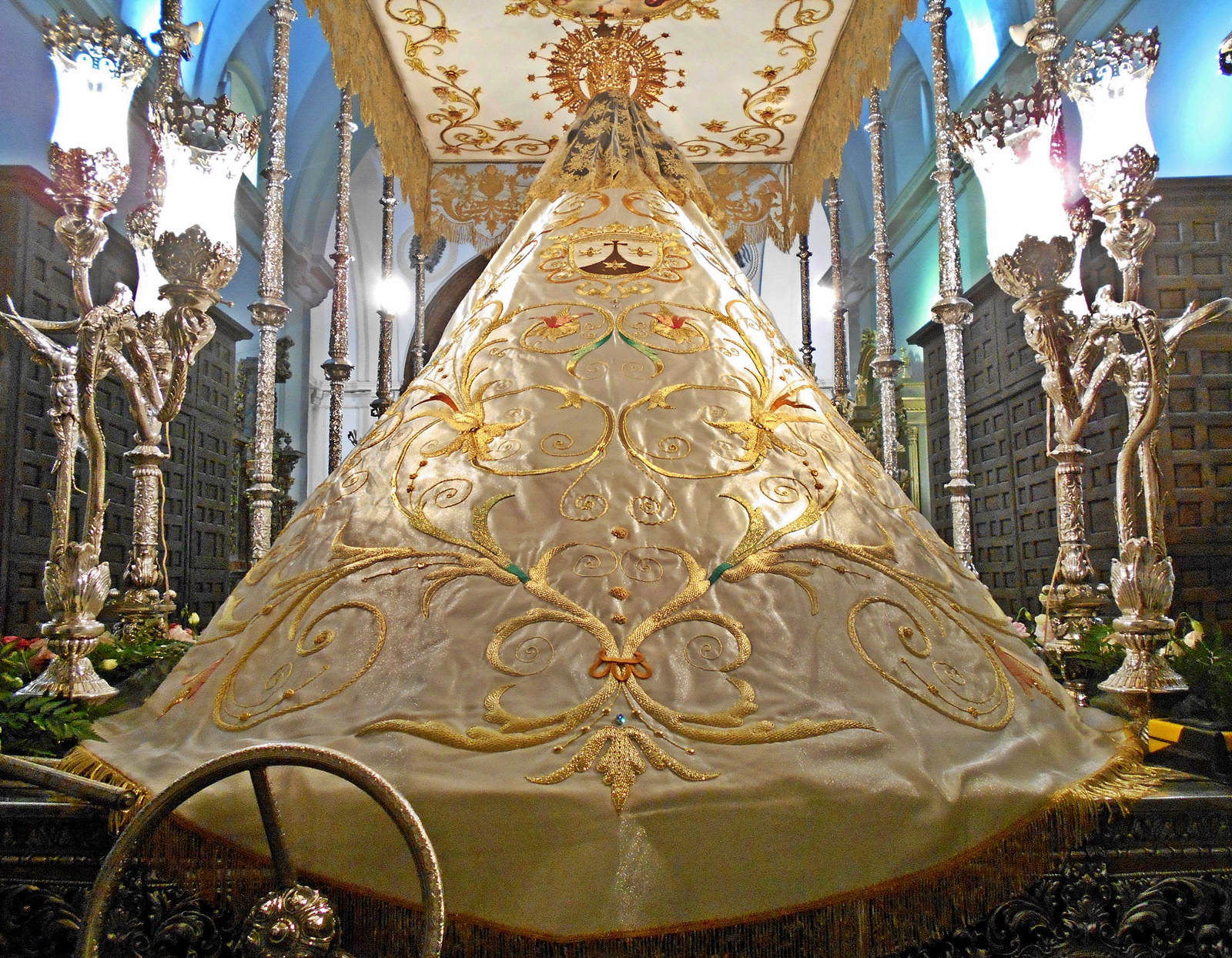
Nuevo Manto de la Virgen del Carmen (2018)

En el momento de su construcción, el núcleo principal de la población se situaba en el Alto del Polvillo, al noroeste de la iglesia, razón por la cual la puerta de esa fachada fue concebida en origen como entrada principal al templo. De hecho, el espacio hoy ocupado por la plaza de España fue cercado entonces para destinarlo a cementerio parroquial, aunque la idea fue abandonada casi de inmediato al tratarse de una zona inundable del antiguo cauce del arroyo de la Laguna. Cuando el crecimiento natural de la población llevó a la ocupación del vecino Alto del Navajo y la explanada intermedia fue convertida en la actual Plaza de España, la puerta de la fachada sur, construida para dar acceso al cementerio, se convirtió en la entrada principal al templo.
Se trata de un edificio exento de grandes proporciones, que presenta una planta basilical de cruz latina de una sola nave y un ábside poligonal. La iglesia en su conjunto se inscribe en el estilo barroco. Está construida con mampostería careada de piedra cuarcita trabada con argamasa blanca de cal y arena, y reforzada en las esquinas y en los vanos con sillería de piedra caliza de buena calidad de talla. Once contrafuertes de fábrica refuerzan el conjunto en el exterior, dos en el ábside, cuatro en el crucero y cinco en la nave. El transepto, o nave transversal, está marcado no solo en planta, sino también en altura: el punto de cruce con la nave principal lo constituye un cimborrio de fábrica de planta cuadrangular, cubierto al exterior con teja curva a cuatro aguas, y al interior con una llamativa cúpula de media naranja sostenida sobre pechinas.
La nave principal, de inferior altura, está cubierta al exterior con teja curva a dos aguas, y al interior con una bóveda corrida de medio cañón; y presenta un coro a los pies sustentado por columnas de piedra.
La entrada principal, situada en la fachada sur, se encuentra flanqueada por dos grandes contrafuertes de fábrica, rematada por un arco de ladrillo de medio punto coronado por una pequeña hornacina, también de medio punto, y cobijada bajo una bóveda de ladrillo levemente apuntada que apoya en los contrafuertes laterales. 
La entrada de la fachada norte, concebida en origen como acceso principal al templo, presenta un esquema muy similar a la anterior: flanqueada por dos grandes contrafuertes de fábrica, remata con arco de medio punto construido con dovelas de sillería caliza de cuidada talla, y está cobijada por una bóveda de ladrillo apoyada en los contrafuertes adyacentes.
El campanario se adosa a la fachada oeste de la nave, está construido en mampostería careada de piedra cuarcita con refuerzo de sillería en las esquinas; tiene planta cuadrada, dos cuerpos en altura, y remata con un chapitel con cubierta de pizarra. El primer cuerpo es ciego, y el segundo presenta, en cada una de sus cuatro caras, grupos de dos vanos gemelos rematados por arcos de medio punto en ladrillo para albergar las campanas. Una cornisa perimetral moldurada de piedra se interpone entre ambos cuerpos, diferenciándolos.
La sacristía, por último, es de planta rectangular, está construida con mampostería irregular de piedra caliza reforzada con sillería del mismo material en las esquinas, y cubierta a un agua con teja curva sobre una estructura de madera. Se trata de un añadido posterior adosado al lado sur del transepto.
Dentro del templo hay que destacar la belleza de su altar mayor de estilo barroco sin policromar y otros altares secundarios, pero no menos importantes por su riqueza y valor artístico como el de San Antonio de Lisboa y la Virgen del Pilar.

### Capilla del Cristo de la Misericordia
Anteriormente conocida como de San Antón, de San Sebastián, o del Cristo de la Misericordia Antiguo, se localiza en el centro de la plaza de la Capilla, en el extremo norte del núcleo urbano de Pozuelo de Calatrava, a unos 250 m al noroeste de la iglesia parroquial de San Juan Bautista. Ocupa la cima del llamado Alto del Polvillo, que albergó el núcleo originario de la actual población. Son los restos de la antigua iglesia parroquial, destruida en 1755 por el terremoto de Lisboa. Los sillares de la antigua iglesia parroquial destruida fueron utilizados en la construcción de la nueva iglesia parroquial.
La ermita es de reducidas dimensiones (13,55 x 5.05 m) y responde a la conocida tipología de iglesia de salón, con una sola nave y un ábside rectangular, tanto al interior como al exterior, y orientado al norte. Es muy probable que fuera parte del transepto de la antigua iglesia parroquial.
Está construida con tapial acerado o calicastro (hoy enfoscado con cemento coloreado) entre cintas dobles de ladrillo, sobre un zócalo de mampostería careada mixta de piedra caliza y cuarcita. Las esquinas se presentan reforzadas con sillares de piedra caliza.
La ermita en su conjunto está cubierta al exterior con tejado de teja curva a tres aguas sobre una estructura de madera. La única puerta de acceso desde el exterior se sitúa en la fachada sur, a los pies de la nave, tiene forma de portalón adintelado y está enmarcada por un arco de medio punto con dos arquivoltas, construido con dovelas de sillería caliza.
Sobre ella se sitúa la espadaña, de ladrillo, con un solo vano coronado por un arco de medio punto. En la fachada oeste, por último, se abre una gran ventana rectangular sin ningún tipo de ornamentación.

### Santuario de Nuestra Señora de los Santos
Se remonta a tiempos de la Reconquista y se sitúa en un cerro donde había un pequeño fuerte en aquella época. Se piensa que fue construida a finales del siglo XV o principios del XVI. En cambio, la techumbre es de estilo mudéjar, estilo que se desarrolla entre los siglos XIII y XIV.
La planta es alargada, con el ábside poligonal. La antigua ermita dispondría de dos cuerpos separados por un arco fornero, y posteriormente se añadiría el tercer cuerpo, separado de los anteriores por una reja, tras la cual encontraríamos el refectorio, lugar donde la cofradía de la Virgen de los Santos realizaría sus comidas.
Como elementos decorativos en la techumbre, nos encontramos, entre otros, ovas y dardos, motivos ornamentales de carácter clásico del Renacimiento. También hay decoración en forma de soga. Asimismo, las pinturas que adornan la ermita fueron realizadas en 1884, como agradecimiento a la Virgen por librar a Pozuelo de una gran plaga de cólera. Estas no fueron bien cuidadas, y se destruyeron y repintaron en 1993 por última vez, aunque el resultado fue bastante defectuoso. La temática de las pinturas es relativa a la Letanía Lauretana. Además, en el arco que separa las dos partes de la ermita, podemos ver las cuatro cruces de las órdenes militares.
En 1930 es construido el nuevo refectorio y el antiguo pasa a formar parte de la iglesia, pues es donde se recogen los exvotos. En el ábside se abren dos puertas que comunican la ermita con la sacristía y el camarín de la Virgen.
En cuanto al retablo, está en consonancia con el pensamiento barroco. Se busca impresionar a los fieles, por eso lo decorativo adquiere un papel fundamental. Queda patente la sensación de movimiento en este retablo, por eso, casi en su totalidad está cubierto de hojarasca. Las columnas son de estilo salomónico, y se completan con capiteles corintios. La decoración es de carácter eucarístico, entre sarmientos, hojas de parra y racimos de uva.
El santuario está rodeado de pequeñas viviendas, todas ellas propiedad de la hermandad. Son alquiladas mediante subastas y en ellas viven algunas familias por temporadas. Desde lo alto del cerro nos encontramos con vistas muy bonitas del Campo de Calatrava.
La Virgen de los Santos se encuentra situada en el retablo todo el año, excepto cuando es bajada a sus andas para las romerías. La antigua imagen fue destruida durante la Guerra Civil, siendo la actual talla de candelero y de vestir. De la Virgen antigua se conserva el Niño Jesús que está guardado en el museo, el cual fue salvado por un vecino del municipio.
La romería más antigua se celebraba el día 8 de septiembre, aunque por falta de fiestas locales se decidió pasarlo al primer fin de semana de septiembre, y acuden centenares de personas para ofrecer sus promesas a la Virgen. En el mes de mayo se fomentó otra romería, al salvarse el pueblo de la epidemia del cólera que se celebra el primer domingo de este mes. Es característico también el segundo fin de semana de mayo celebrar la llamada Misa de la justicia a la que acuden las autoridades y después se hace una comida en la que se invita a todo el pueblo, en conmemoración a las que se realizaban antiguamente a la justicia (las autoridades de la época).
Tanto en las fiestas de mayo como en las de septiembre es tradicional la ofrenda floral a la patrona, en la que sobre todo los niños de Pozuelo ofrecen sus ramos a la Virgen de los Santos vestidos con el traje regional manchego.
Es tradicional que durante las procesiones, a la que acuden fieles de todo el Campo de Calatrava, se hace un alto en un almendro, lugar donde la tradición dice que se apareció la Virgen, volviendo la imagen a Pozuelo y haciendo una súplica pidiendo por todos los devotos de la Virgen.
La imagen de la patrona visita Pozuelo de Calatrava una semana cada tres años, normalmente en el mes de octubre.

### Baños de Fuensanta
Mandados construir por Gabriel de Borbón y Sajonia, hermano del rey Carlos IV; publicándose en 1820 los primeros estudios. En el anuario oficial de las aguas medicinales de España relativo a 1876-1877 se recomiendan sus aguas en baño o bebida, para el reumatismo, la neurosis, neuralgias, litiasis, hepétides húmedas, desarreglos menstruales, etc.

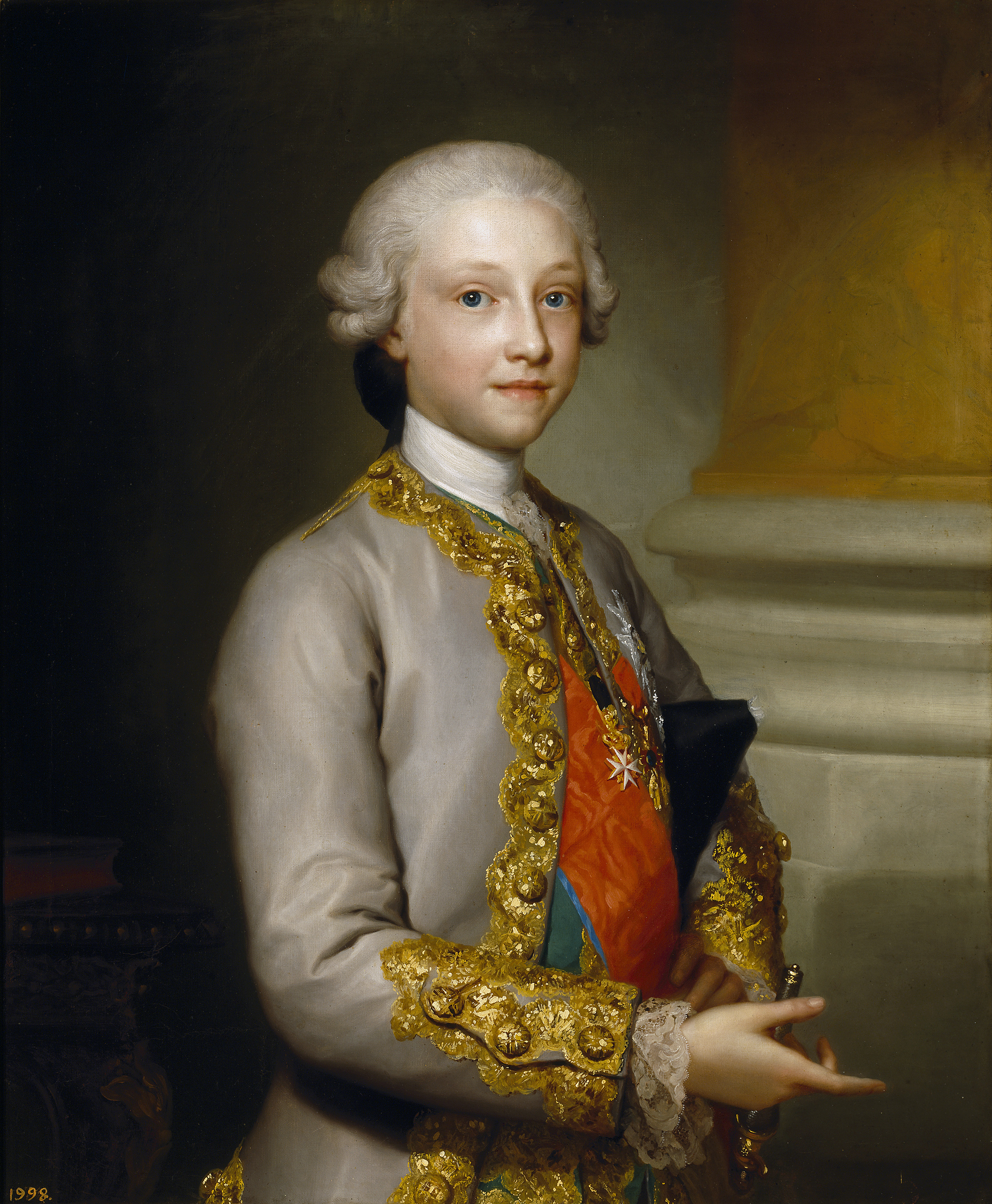
Infante Gabriel de Borbón, promotor de los Baños de Fuensanta

Alfonso Limón Montero dice "Ay otras aguas azedas, como los hervideros de Xabalon que están entre la villa de Ballesteros y la de Almagro."
El doctor Gregorio Bañares, boticario de Cámara del rey, dejó escrito: 

Descripcion del baño de agua mineral de la Fuensanta ó Hervideros.
En Castilla la nueva provincia de la Mancha, á distancia de treinta y una leguas de Madrid, dos y media de Ciudad-Real, y una de la villa del Pozuelo de Calatrava, en la dehesa llamada de Villafranca correspondinte á la encomienda de la Clavería de Calatrava, cuya administración perpétua le está concedida á S.A.R. el serenísimo señor infante D. Carlos María Isidro de Borbon, sus hijos y sucesores, en virtud de reales órdenes y bulas pontificias, se halla una fuente de agua medicinal acídula-marcial que se conoce mucho tiempo há con el nombre vulgar de la Fuensanta ó Hervideros.
El manantial de esta fuente brota perpendicularmente del centro de una roca caliza que se halla en un estanque construido para baño por órden del serenísimo señor infante D. Gabriel (que en paz descanse).
Analisis del agua mineral de los Baños de la Fuensanta ó Hervideros

Entre sus dependencias Fuensanta contó con un archivo, casa para el médico, puesto de la Guardia Civil, patio, economato, capilla para los fieles, central telefónica, taberna y salón de bailes. Su interior constaba de dos zonas o barrios bien diferenciados que acogían a lo largo de la temporada estival a tres mil personas y en el que se celebraban corridas de toros.

## Fiestas
En Pozuelo de Calatrava hay una rica tradición cultural que toma forma en las fiestas y celebraciones, que se suceden a lo largo de todo el año:
- Romería de Nuestra Señora de los Santos, patrona de Pozuelo de Calatrava, romería que se hace el primer fin de semana de mayo y septiembre y que transcurre en el Cerro de Nuestra Señora de los Santos, situado a 14 km del municipio.
- Noche de las Hogueras: el día 7 de diciembre festividad en la que se encienden numerosas hogueras por las calles, donde la gente se reúne para beber y comer.
- Ferias y Fiestas en honor a la Virgen del Carmen, del 15 al 18 de julio.
- Semana Cultural en honor al Santísimo Cristo de la Misericordia del 1 al 9 de agosto. La festividad del Santísimo Cristo es el día 6 de agosto.
- San Juan Mora: el segundo domingo de julio, con procesión de coches y camiones junto al santo.
- Día del Ángel. El primer fin de semana del mes de marzo, todos los habitantes de la localidad en grupos de amigos o en familia, pasan un agradable día de campo que según la tradición antigua se hacía con el fin de espantar al diablo tirando piedras al suelo.
- Cada tres años, la patrona de Pozuelo de Calatrava, Nuestra Señora de los Santos, es trasladada desde su santuario hasta el municipio. El trayecto es de unos 14 km. y durante una semana se aloja en la localidad donde se realizan diversos actos de culto, destacando el primer día con la entrada de la Virgen en el municipio donde son muchos los fieles que acuden a recibirla; y también destaca la procesión que realiza por las calles del pueblo donde todas las calles se engalanan con un especial gusto para que la imagen se pasee por ellas.

## Gastronomía
La gastronomía popular se compone de platos típicos manchegos como las migas, el pisto manchego, el asadillo, el revientalobos, el tiznao, las berenjenas de Almagro, los guisos con carne de caza menor autóctona de la zona como la liebre, la perdiz y el conejo y dulces como las perrunas, mantecados, rosquillos, barquillos, flores y el tradicional monte nevado que se compone de leche con canela, galleta y clara de huevo montada a punto de nieve simulando lo que el nombre del propio postre indica.